# رويس لوبنشتاين
رويس لوبنشتاين (بالألمانية: Reuß-Lobenstein) دولة في الجزء الألماني من الإمبراطورية الرومانية المقدسة. ينتمي أعضاء عائلة رويس لوبنشتاين إلى رويس الخط الأصغر. وُجدت رويس لوبنشتاين في مناسبتين مختلفتين، فأنشئت أولا في سنة 1425 باعتباره كلوردية تحت حكم هاينريش الثاني ليصبح أول حاكمها. انتهى حكم رويس لوبنشتاين الأول في سنة 1547 عندما آلت إلى الأراضي إلى رويس بلاون.
تم صوغه رويس لوبنشتاين في 1647 مرة أخرى كما السيادة التي بقيت حتى 1673 عندما تمت ترقية على لقب لورد لحساب. بعد وفاة الكونت هاينريش العاشر سنة 1671، اشترك أبناءه الثلاثة هاينريش الثالث وهاينريش الثامن وهاينريش العاشر بحكم رويس لوبنشتاين. وفي عام 1678 تم تقسيم رويس لوبنشتاين مع هاينريش الثالث الباقي كونتاً لرويس لوبنشتاين، أصبح هاينريش الثامن كونت رويس هرشبيرغ وأصبح هاينريش العاشر كونت رويس إبرسدورف. تم تقسيم رويس لوبنشتاين للمرة الثانية في 1710 بعد وفاة هاينريش الثالث مع رويس سلبيتس التي أنشأت لإبن أصغر هو هاينريش السادس والعشرين بينما ابنه الأكبر هاينريش الخامس عشر خلفه ككونت لرويس لوبنشتاين.
رُقـّيت رويس لوبنشتاين إلى إمارة في عام 1790 وانضمت إلى اتحاد الراين في 15 ديسمبر 1806. مع وفاة الأمير هاينريش الرابع والخمسين في عام 1824 انقرض خط رويس لوبنشتاين وورثها أمير رويس إبرسدورف.